# Liste des plus hautes structures de la Métropole de Lyon
 (novembre 2018).
Si vous disposez d'ouvrages ou d'articles de référence ou si vous connaissez des sites web de qualité traitant du thème abordé ici, merci de compléter l'article en donnant les références utiles à sa vérifiabilité et en les liant à la section « Notes et références ».

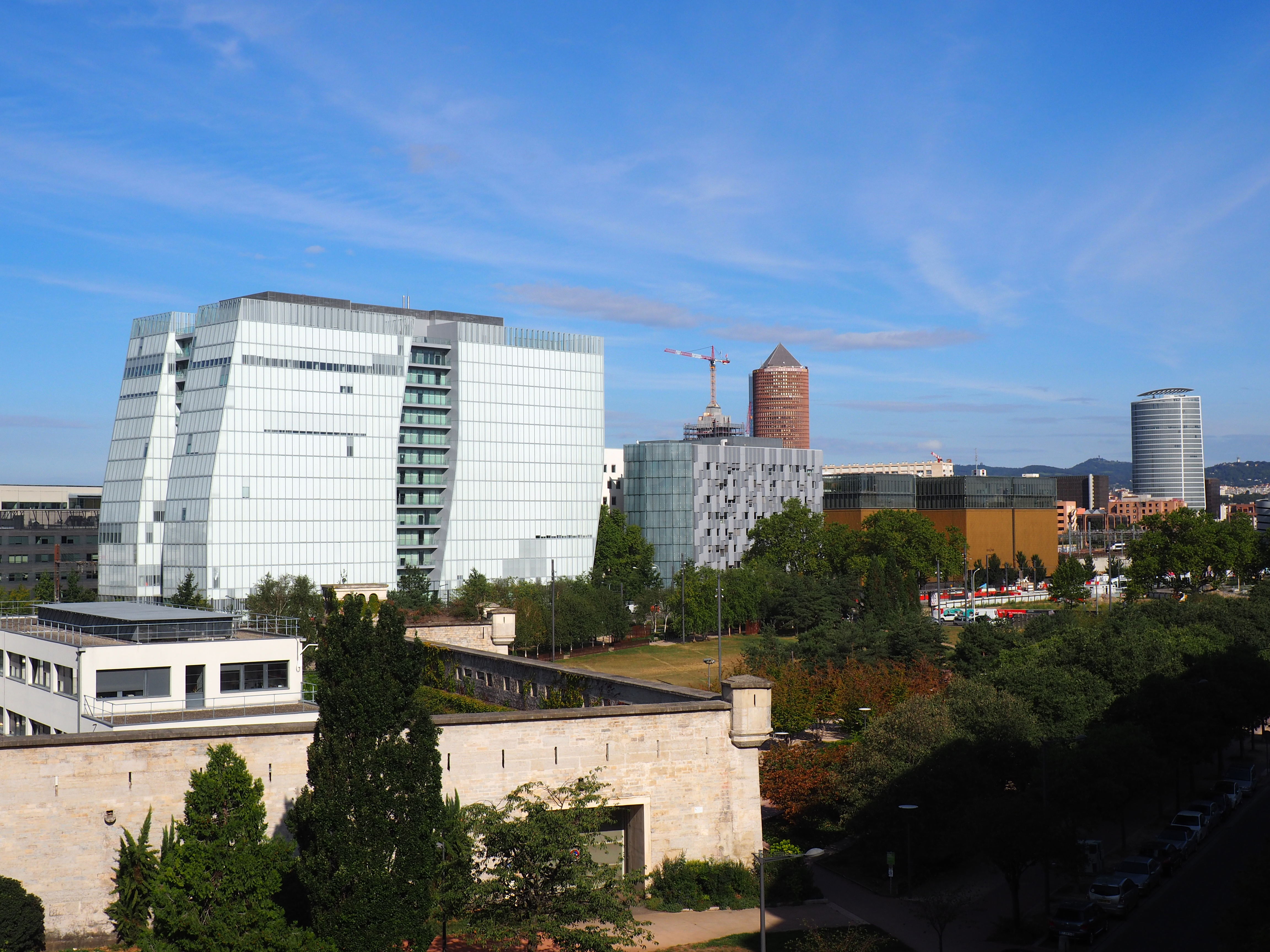
Skyline lyonnaise vue depuis l'est lyonnais en septembre 2019.

Depuis la construction de la tour Part-Dieu en 1977, 4 structures de plus de 100 mètres de haut ont été construites dans l'aire urbaine de Lyon, en France,,.

## Structures de plus de 80 mètres

### Structures construites
Les structures sont classées selon leur hauteur totale, celles ayant été les plus hautes de Lyon au moment de leur achèvement sont marquées en gras.
| Rang | Nom                            | Année | Utilisation        | Hauteur (m) | Étages | Localisation           |
| ---- | ------------------------------ | ----- | ------------------ | ----------- | ------ | ---------------------- |
| 1    | Tour Incity                    | 2015  | Bureaux            | 200         | 36     | Lyon 3e - La Part-Dieu |
| 2    | Tour To-Lyon                   | 2023  | Bureaux            | 171         | 43     | Lyon 3e - La Part-Dieu |
| 3    | Tour Part-Dieu                 | 1977  | Bureaux            | 165         | 42     | Lyon 3e - La Part-Dieu |
| 4    | Tour Silex 2                   | 2021  | Bureaux            | 129         | 23     | Lyon 3e - La Part-Dieu |
| 5    | Tour Oxygène                   | 2010  | Bureaux            | 117         | 28     | Lyon 3e - La Part-Dieu |
| 6    | Tour panoramique de la Duchère | 1972  | Logements          | 91          | 28     | Lyon 9e - La Duchère   |
| 7    | Relais hertzien de Chassieu    | 1976  | Télécommunications | 90          | -      | Chassieu               |
| 8    | Tour métallique de Fourvière   | 1894  | Télécommunications | 86          | -      | Lyon 5e - Fourvière    |
| 9    | Tour Swiss Life                | 1990  | Bureaux            | 82          | 21     | Lyon 3e - La Part-Dieu |

### Bâtiments en construction
Plus aucun bâtiment de grande hauteur n'est prévu après la livraison de la tour to-Lyon en 2023. Cela est dû notamment à une volonté des deux exécutifs écologistes de la mairie et de la métropole de Lyon de ne plus construire de gratte-ciel. En effet, le projet qu'ils portent visent à faire de la Part-Dieu un « quartier à vivre » plutôt qu'un quartier tourné uniquement vers les affaires. Par ailleurs, le bilan écologique des tours ne leur paraît pas suffisamment positif pour en construire de nouvelles,,.

### Bâtiments en projet et projets annulés
Cette liste n'est pas exhaustive. Les hauteurs totales des bâtiments sont indiquées. Les mises à jour des tours Eva, M+M (M2) et Milan (lots 4 et 5) sont fondées sur des documents de l'AUC.
| Nom                    | Date de livraison prévue | Utilisation | Hauteur (m) | Étages    | État          | Localisation            |
| ---------------------- | ------------------------ | ----------- | ----------- | --------- | ------------- | ----------------------- |
| Tour Eva               | 2028                     | Bureaux     | 165 / 220 ? | 35 - 47 ? | En projet     | Lyon 3e - La Part-Dieu  |
| Tour M+M (M2),         | 2025                     | Bureaux     | 135 - 215 ? | 31 - 50 ? | En projet     | Lyon 3e - La Part-Dieu  |
| Tour Milan (lot 5)     | 2027                     | Bureaux     | 165 / 220 ? | 37 - 52 ? | En projet     | Lyon 3e - La Part-Dieu  |
| Tour Milan (lot 4)     | 2027                     | Mixte       | 128         | env. 28   | En projet     | Lyon 3e - La Part-Dieu  |
| Tour Lumière           | 2001                     | Bureaux     | 142         | 35        | Projet annulé | Lyon 3e - La Part-Dieu  |
| Tour Charlemagne Est   | ?                        | Mixte       | 140         | 25 / 40   | En projet     | Lyon 2e - La Confluence |
| Tour Charlemagne Ouest | ?                        | Mixte       | 140         | 25 / 40   | En projet     | Lyon 2e - La Confluence |
| Tour Icade             | 2015                     | Bureaux     | 130         | 35        | Projet annulé | Lyon 3e - La Part-Dieu  |
| Tour Krystal           | 2001                     | Bureaux     | 110         | 23        | Projet annulé | Lyon 3e - La Part-Dieu  |

## Bâtiments entre 50 et 80 mètres

### Bâtiments construits
Cette liste n'est pas exhaustive. Les hauteurs totales des bâtiments sont indiquées.
| Rang | Nom                                  | Année | Utilisation | Hauteur (m) | Étages | Localisation                |
| ---- | ------------------------------------ | ----- | ----------- | ----------- | ------ | --------------------------- |
| 8    | Tour Guillot-Bourdeix (ex tour CIRC) | 1972  | Bureaux     | 72          | 18     | Lyon 8e - Grange Blanche    |
| 9    | Le Britannia                         | 1974  | Bureaux     | 66          | 15     | Lyon 3e - La Part-Dieu      |
| 9    | Part-Dieu Garibaldi                  | 1971  | Bureaux     | 66          | 15     | Lyon 3e - La Part-Dieu      |
| 11   | Tour Ycone                           | 2019  | Logements   | 65,25       | 15     | Lyon 2e - Confluence        |
| 12   | Tour Caisse d'Epargne                | 1976  | Bureaux     | 63          | 14     | Lyon 3e - La Part-Dieu      |
| 12   | Tour des Battières                   | ?     | Logements   | 63          | 20     | Lyon 5e - Battières         |
| 14   | Église de l'Annonciation             | 1957  | Eglise      | 62          | -      | Lyon 9e - Vaise             |
| 14   | Résidence Azalée                     | ?     | Logements   | 62          | 17     | Lyon 6e - Les Brotteaux     |
| 16   | Tour Lafayette                       | 1982  | Bureaux     | 60          | 14     | Lyon 3e - La Part-Dieu      |
| 17   | Cité administrative                  | 1976  | Bureaux     | 58          | 12     | Lyon 3e - La Part-Dieu      |
| 18   | Basilique Notre-Dame de Fourvière    | 1895  | Basilique   | 57          | -      | Lyon 5e - Fourvière         |
| 18   | Résidence Lucien Pitance             | 1977  | Logements   | 57          | 18     | Lyon 5e - Champvert         |
| 19   | Émergence Lafayette                  | 2021  | Mixte       | 56,97       | 17     | Lyon 3e - La Part-Dieu      |
| 20   | Sky 56                               | 2018  | Bureaux     | 56          | 14     | Lyon 3e - La Part-Dieu      |
| 20   | Tour M+M                             | 1972  | Bureaux     | 56          | 13     | Lyon 3e - La Part-Dieu      |
| 22   | Les Eaux Vives                       | 1960  | Logements   | 55          | 13     | Lyon 6e - Parc Tête D'or    |
| 22   | La Piemente - Tour 1                 | ?     | Logements   | 55          | 18     | Lyon 9e - La Duchère        |
| 22   | Résidence Albert Lauren - Bât. 1     | 1965  | Logements   | 55          | 17     | Lyon 8e - Route de Vienne   |
| 22   | Résidence Albert Lauren - Bât. 2     | 1965  | Logements   | 55          | 17     | Lyon 8e - Route de Vienne   |
| 22   | Existen'ciel                         | 2019  | Logements   | 55          | 17     | Villeurbanne - La Soie      |
| 26   | Barre 240                            | 1965  | Logements   | 54          | 17     | Lyon 9e - La Duchère        |
| 26   | 12 - 14 avenue Marcel Cachin         | 1965  | Logements   | 54          | 17     | Vénissieux - Les Minguettes |
| 26   | Barre 310                            | ?     | Logements   | 54          | 17     | Lyon 9e - La Duchère        |
| 26   | Résidence Le Desaix                  | 1963  | Logements   | 54          | 16     | Lyon 3e - La Part-Dieu      |
| 30   | Barre 320                            | 1965  | Logements   | 53          | 16     | Lyon 9e - La Duchère        |
| 30   | Immeubles Moncey-Nord : Duguesclin   | 1963  | Logements   | 53          | 16     | Lyon 3e - La Part-Dieu      |
| 30   | Immeubles Moncey-Nord : Lafayette    | 1965  | Logements   | 53          | 16     | Lyon 3e - La Part-Dieu      |
| 30   | Le Tulipier                          | 1970  | Logements   | 53          | 16     | Lyon 4e - La Croix-Rousse   |
| 34   | Résidence Sonacotra Debourg          | 1975  | Logements   | 52          | 16     | Lyon 7e - Gerland           |
| 35   | Tour BelvY                           | 2018  | Logements   | 51          | 16     | Lyon 2e - La Confluence     |
| 35   | 220, rue Barthelemy Buyer            | ?     | Logements   | 51          | 16     | Lyon 5e - Champvert         |
| 35   | 28-30, rue Etienne Richerand         | ?     | Logements   | 51          | 15     | Lyon 3e - Villette          |
| 35   | 8, rue Maurice Bellemain             | ?     | Logements   | 51          | 16     | Lyon 5e - Champvert         |
| 35   | Barre 110                            | ?     | Logements   | 51          | 16     | Lyon 9e - La Duchère        |
| 35   | Barre 200                            | 1965  | Logements   | 51          | 16     | Lyon 9e - La Duchère        |
| 35   | Les Érables                          | 1967  | Logements   | 51          | 16     | Lyon 9e - La Duchère        |
| 35   | Résidence Part-Dieu                  | 1972  | Logements   | 51          | 16     | Lyon 3e - La Part-Dieu      |
| 35   | Résidence Saint-Bernard              | ?     | Logements   | 51          | 15     | Lyon 1er - La Croix-Rousse  |
| 36   | Sky Avenue                           | 2019  | Mixte       | 50          | 15     | Lyon 3e - La Part-Dieu      |

### Bâtiments en construction
| Nom        | Date de livraison prévue | Utilisation | Hauteur (m) | Étages | Localisation           |
| ---------- | ------------------------ | ----------- | ----------- | ------ | ---------------------- |
| Albizzia   | 2023                     | Mixte       | 53          | 16     | Lyon 3e - La Part-Dieu |
| Villenciel | 2020                     | Mixte       | 50          | 15     | Villeurbanne - La Soie |

### Bâtiments en projet et projets annulés
| Nom                 | Date de livraison prévue | Utilisation | Hauteur (m) | Étages | État          | Localisation            |
| ------------------- | ------------------------ | ----------- | ----------- | ------ | ------------- | ----------------------- |
| Pavillon 8 - Bât. 2 | ?                        | Commerce    | 65          | -      | Projet annulé | Lyon 2e - La Confluence |